# Euganéens
Pour les articles homonymes, voir Euganéen.

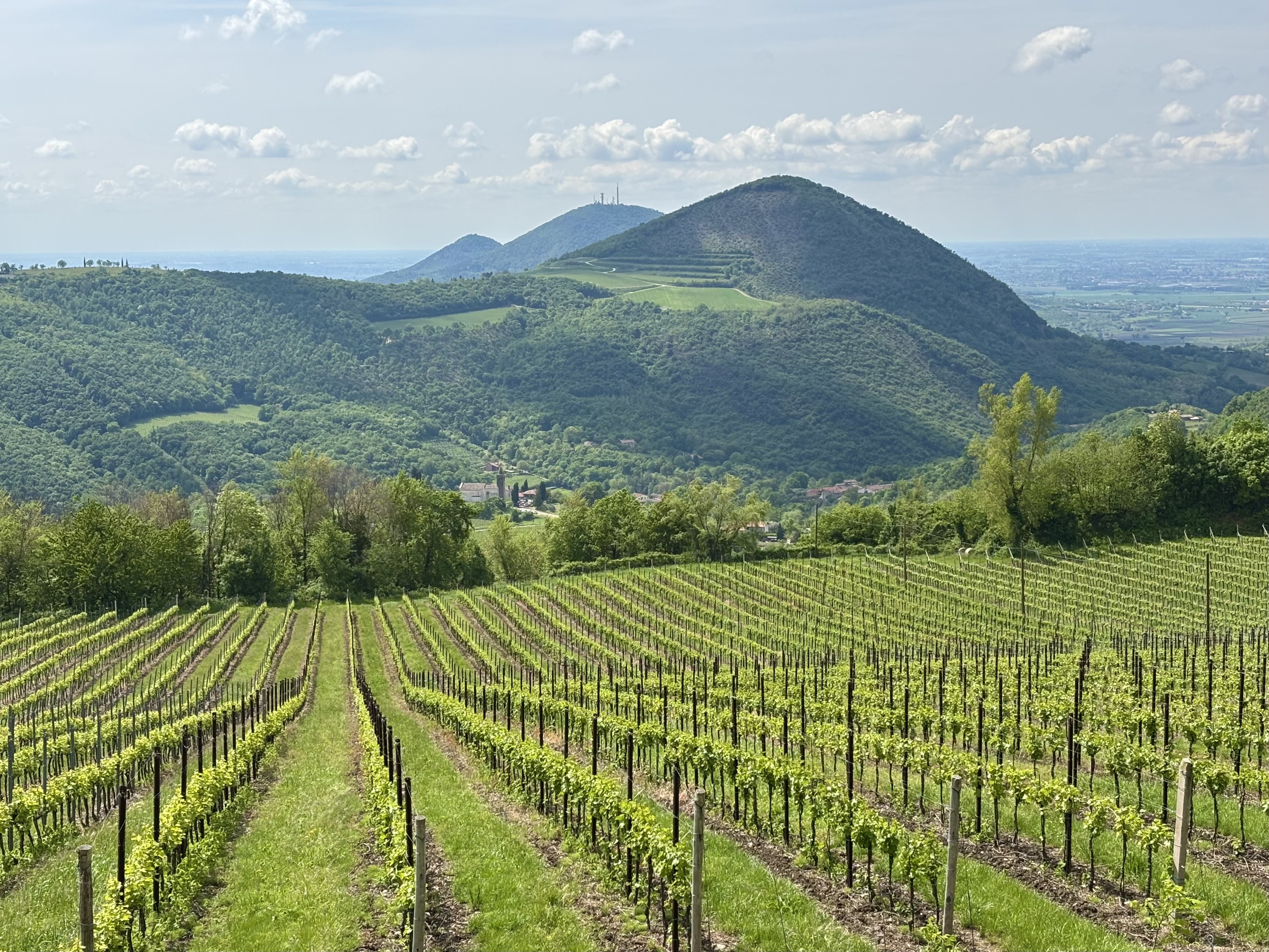
Mont Rusta vu du Mont Roccolo. Ces monts sont tous les deux des Monts Euganéens.

Les Euganéens étaient un peuple installé à l'origine dans la région comprise entre la mer Adriatique et les Alpes rhétiques. Chassés par les Vénètes vers un territoire situé entre le fleuve Adige et le lac de Côme, ils y restèrent jusqu'à la fin de la première époque de l'Empire romain. Caton l'Ancien, dans le livre perdu des Origines, comptera parmi les plus grandes tribus euganéennes les Triumpilini de la Val Trompia (it) et les Camunni de la Val Camonica.

## Historique
Il s'agissait probablement d'un peuple préindoeuropéen. Leur nom, qui signifie en grec « bien nés », a été rapproché de celui des Ligures Ingauni. Selon Pline l'Ancien, les Stoni du Trentin appartiennent à la même souche. Quand les Vénètes atteignirent leur territoire entre le XIIe et le XIe siècle av. J.-C., en provenance d'une région de l'Europe orientale imprécise, ils refoulèrent en partie les Euganéens vers l'ouest et en partie les assimilèrent en se fondant à eux. 
Ils se dédiaient à la récolte et à la chasse et pratiquaient le nomadisme. Ils découvrirent l'agriculture et l'élevage et devinrent sédentaires, construisant des villages de cabanes sur pilotis, se rassemblant en tribus. Ils concevaient déjà dans les temps anciens l'usage des métaux. Des traces remarquables remontant au néolithique indiquent une société plutôt primitive : traces d'habitations mais surtout travail des os, du silex et vases de terre cuite à usage religieux. 
Les établissements principaux ont été retrouvés sur les collines proches de Padoue, qui portent aujourd'hui le nom de monts Euganéens (Colli Euganei en italien). Ils descendaient dans la plaine pour célébrer leurs rites religieux, en particulier à proximité des sources où ils adoraient différentes divinités parmi lesquelles le dieu Aponus, entré plus tard dans le culte des peuplades vénètes. 
On leur doit le terme Venezia Euganea (« Vénétie euganéenne ») utilisé dans le passé pour dénommer la région de la Vénétie incluse dans le Triveneto.